# Nathanaël Dupré La Tour
Œuvres principales
- L'Instinct de conservation
- Au seuil du monde
- Une année au foyer

Nathanaël Dupré La Tour, né le 7 novembre 1977 à Yaoundé, est un écrivain, essayiste, philosophe et enseignant-chercheur français mort dans un accident de la circulation le 20 mai 2013 à Selongey (Côte-d'Or).

## Biographie
Après des études au Collège Stanislas à Paris, Nathanaël Dupré La Tour, étudie en khâgne du lycée La Bruyère de Versailles qui joue un rôle déterminant dans sa formation. En 1999, il obtient une maîtrise ès lettres, puis un DEA de philosophie en 2002 à l'Université Paris-Sorbonne. En 2000, il intègre l'Institut d'études politiques de Paris où il étudie  le management et à l’évaluation des politiques publiques. Il sort diplômé dans la promotion 2002. En 2003, il devient assistant parlementaire du député UMP des Vosges Gérard Cherpion, tout en étant chargé de cours sur le campus de Nancy de Sciences Po Paris. À l'issue, il prépare une thèse de doctorat en sciences politiques réalisée au Centre de recherches internationales de Sciences Po sous la direction de Jacques Rupnik et au Centre français de recherches en sciences sociales à Prague dirigé par Christian Lequesne. Après avoir été collaborateur de cabinet auprès d'André Rossinot à la Métropole du Grand Nancy, il décide avec Diane, son épouse, de s'installer alors  à Prague entre 2004 et 2008. Il soutient en 2010 sa thèse intitulée « Retour à l'Europe : la pensée dissidente tchèque (tchécoslovaque) et le projet européen ».
Ses recherches portent sur l'histoire des intellectuels, l'histoire des idées politiques, l'idée d'Europe au XXe siècle, la phénoménologie et le marxisme en Europe centrale, et la dissidence tchèque et slovaque.
Il devient par la suite consultant chez Algoé, société de conseil en management. 
À partir de 2010, il enseigne à l'École normale supérieure de Lyon et est membre de sa direction, à l'Institut français de l'éducation où il dirige l'Agence Qualité Éducation jusqu'en 2012. Parallèlement, il collabore aux revues Esprit et Commentaire, ainsi qu'à la Revue des deux Mondes.
Nathanaël Dupré La Tour avait fondé Pratens, sa propre structure de conseil en 2011.

## Vie privée
Nathanaël Dupré La Tour était marié avec Diane et père de trois enfants : Camille, Félix et Blanche. 

## Hommages
Natacha Polony lui a dédicacé son livre Ce pays qu'on abat : « À Nathanaël Dupré La Tour pour ce qu'il fut et ce qu'il reste à jamais. »
Yves Winkin lui rend également hommage dans le bulletin de la recherche de l'Institut français de l'éducation (ENS Lyon) où ils se sont côtoyés. 

## Œuvres

### Essais
- L'Instinct de conservation, Éditions du Félin, 2011  (ISBN 978-2866457433)[8],[9],[10]
- Au seuil du monde, Éditions du Félin, 2013,  (ISBN 978-2866457938) [11]
- Une année au foyer, Éditions du Félin, 2014,  (ISBN 978-2866458072) [12]

### Contributions à un ouvrage
- « Aragon barrésien : une introduction » in Recherches croisées Aragon/Elsa Triolet n° 8, Strasbourg, Presses universitaires de Strasbourg, 2002, 256 p.
- Cyrille Michon (dir.), Thomas d'Aquin et la controverse sur l'Éternité du monde, Paris, Flammarion, 2004, 415 p.
- « Persister dans une vérité éprouvée: itinéraire de Karel Kosik » in Chantal Delsol (dir.), Dissidences, Paris, PUF, 2005, 300 p.
- « La mémoire collective et l’histoire politique. Prague 1968 : révolution ou renaissance ? Le rôle de la mémoire collective. » in La mémoire, outil et objet de connaissance. Éditions Aux forges de Vulcain, 2008. pages 175-191.

### Travaux universitaires

#### Thèse
- Retour à l'Europe : la pensée dissidente tchèque (tchécoslovaque) et le projet européen, thèse de doctorat en sciences politiques, sous la direction de Jacques Rupnik, Paris, Institut d'études politiques de Paris, 2006, 725 p.

#### Articles
- « Les avancées du dialogue social », Esprit, 2012, n°11 (Novembre), p. 23-34.
- « Quelques notes sur un « progrès républicain et humain » », Le Philosophoire, vol. 36, no. 2, 2011, pp. 101-107.
- « Politique des droits de l'âme ». La Charte 77 et ses échos français », Esprit, vol. février, no. 2, 2009, pp. 135-149.
- « Paris, Prague et la modernité », Commentaire, vol. numéro 122, no. 2, 2008, pp. 531-536.
- « La dette et le sacré », La Revue des deux Mondes, études, reportages et réflexions, décembre 2010.